# Sielsowiet Szydłowicze
Sielsowiet Szydłowicze (biał. Шылавіцкі сельсавет; ros. Шиловичский сельсовет) – sielsowiet na Białorusi, w obwodzie grodzieńskim, w rejonie wołkowyskim, z siedzibą w Szydłowiczach.
Według spisu z 2009 sielsowiet Szydłowicze zamieszkiwało 986 osób, w tym 757 Polaków (76,77%), 199 Białorusinów (20,18%), 20 Rosjan (2,03%), 8 Ukraińców (0,81%), 1 Ormianin (0,10%) i 1 osoba, która nie podała żadnej narodowości.

## Miejscowości
- agromiasteczko:
  - Szydłowicze
- wsie:
  - Berdziki
  - Biegienie
  - Bobyle
  - Janowicze
  - Miełowce
  - Piatczyce
  - Siamionawa (hist. Mosznie)
  - Snopki
  - Zieniowce